# Gretl Zottmann
Gretl Zottmann (* 21. November 1913 in Weißenburg in Bayern; † 13. November 1975 in Oberaudorf) war eine deutsche Schriftstellerin und Lyrikerin.

## Leben
Gretl Weberpals wurde 1913 als Tochter eines Vermessungsbeamten im mittelfränkischen Weißenburg geboren. Nach dem Besuch des Labenwolf-Lyzeums in Nürnberg, begann sie eine Ausbildung in den kunstgewerblichen Textilstätten. Die Ausbildung musste sie aber abbrechen, um sich der Pflege ihrer kranken Mutter widmen zu können. Im Jahre 1932 hatte sie ihren ersten Erfolg als Schriftstellerin. Sie verfasste Erzählungen und Gedichte, die oft ihre fränkische Heimat zum Gegenstand hatten. Daneben war sie freie Mitarbeiterin verschiedener Zeitungen und Zeitschriften sowie beim Rundfunk.
1936 heiratete sie Hans Zottmann, einen Bankangestellten, und gebar 1938 ihr einziges Kind Dieter. Bei einem Bombenangriff verlor sie 1943 ihr Haus. 1945 kehrte Hans Zottmann aus dem Krieg zurück und die Familie zog zurück nach Nürnberg. Gretl wurde umgehend wieder schriftstellerisch aktiv, publizierte ihre Arbeiten allerdings in Anthologien. Ab 1964 erschienen ihre Werke unter eigenem Namen.
Im Jahre 1968 wurde sie Mitglied im Verband Deutscher Schriftsteller. Ihr letztes Jahrzehnt war durch den Kampf gegen ihr Krebsleiden geprägt. Sie verstarb 1975 kurz vor ihrem Geburtstag im Alter von 61 Jahren.

## Werke (Auswahl)
- 1964: Betragen mangelhaft. Stoßseufzer e. unvollkommenen Frau.
- 1966:  Betragen mangelhaft. Stosseufzer e. unvollkommenen Frau. ISBN 978-3-87354-010-1.
- 1967: Heimlich am Ufer. Gedichte.
- 1967: Das Hühnerauge. Medizynische u. andere Verse.
- 1971: Der Blinkerbusen. heitere Kurzprosa. ISBN 978-3-87354-032-3.
- 1972: 6 feine Nürnberger Lebkuchen-Märchen. ISBN 978-3-418-00552-2.
- 1973: Schmale Behausung. Gedichte, Texte, Meditationen. ISBN 978-3-87561-247-9.